# Lustleigh
Lustleigh – wieś w Anglii, w hrabstwie Devon, w dystrykcie Teignbridge. Leży 18 km na południowy zachód od miasta Exeter i 271 km na zachód od Londynu. W 2001 miejscowość liczyła 600 mieszkańców.